# Nossa Senhora de Guadalupe (Vila do Bispo)

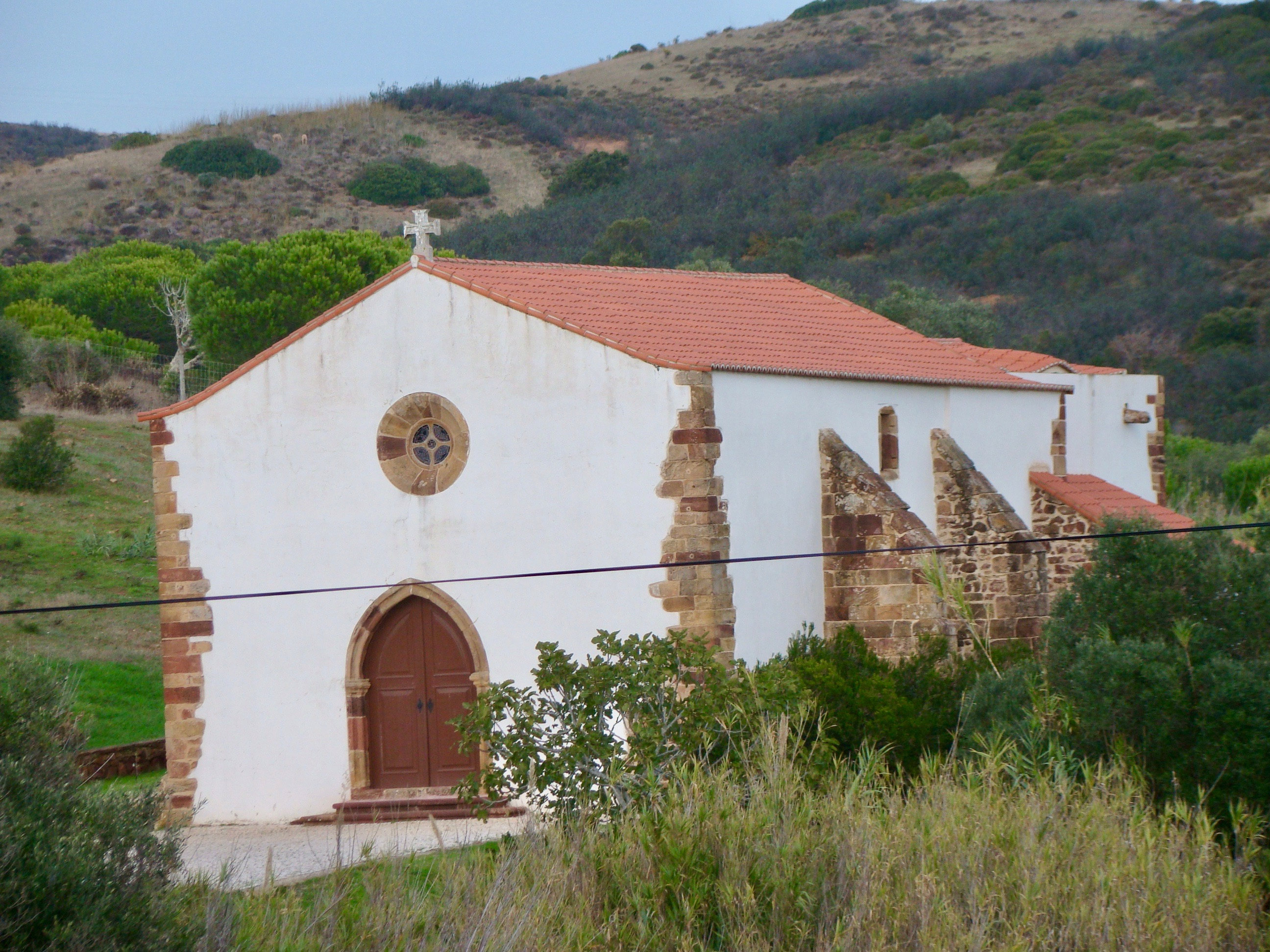
Die Westfassade ist asymmetrisch gestaltet

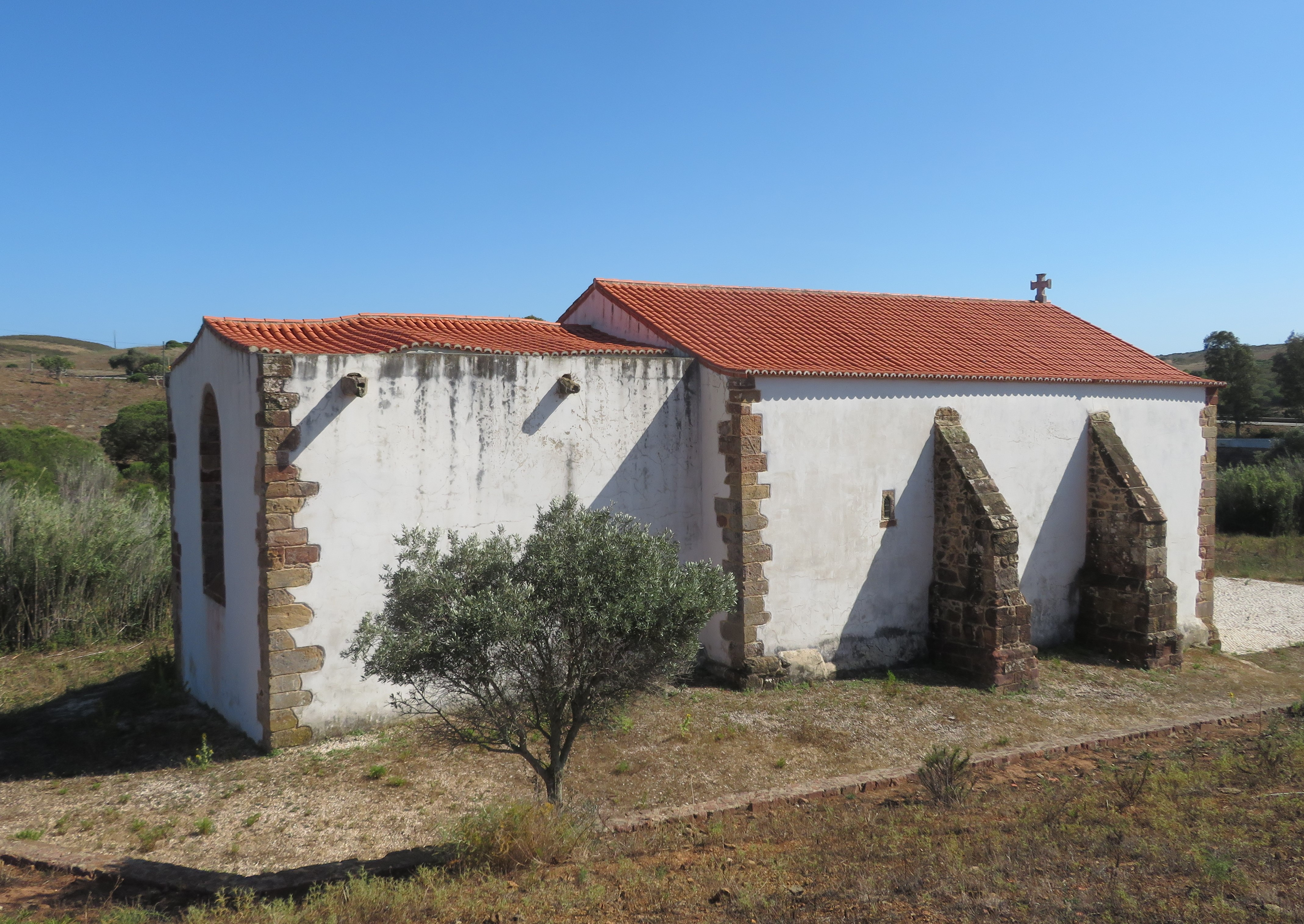
Ansicht von Norden

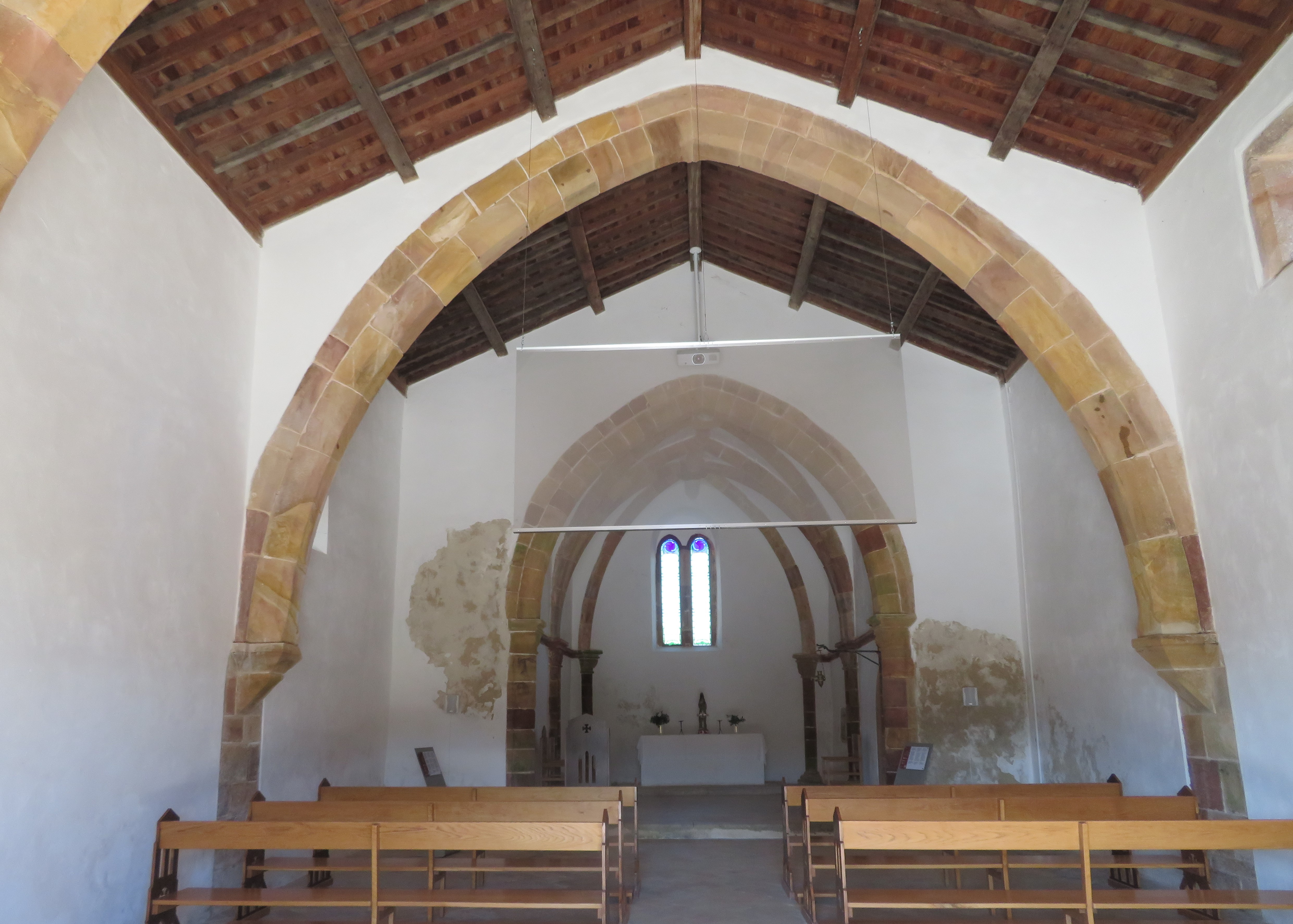
Innenansicht

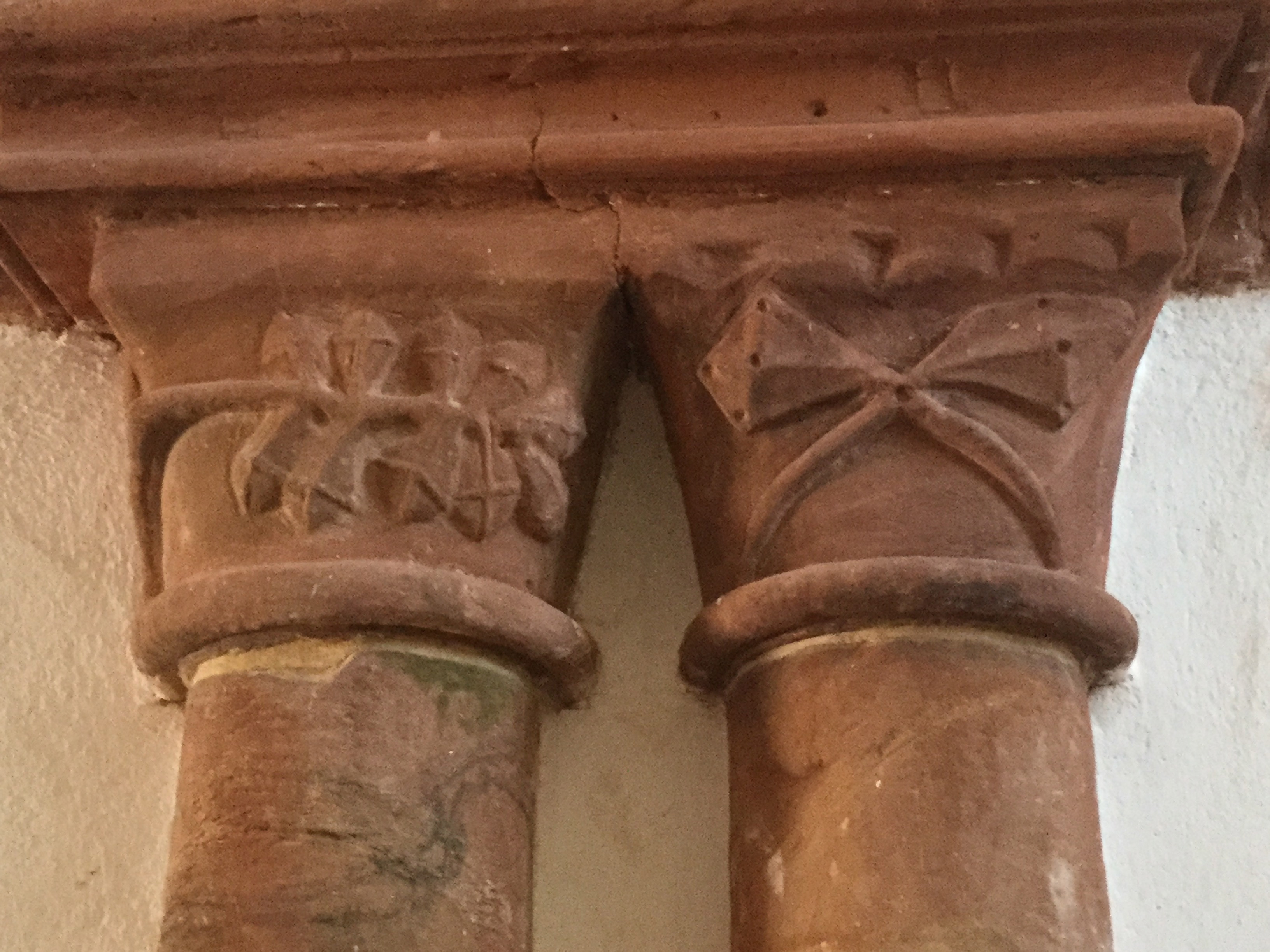
Doppelkapitell im Chorraum

Die Kapelle Nossa Senhora de Guadalupe ist ein einschiffiger Sakralbau bei Raposeira im Landkreis von Vila do Bispo in der westlichen Algarve.  Es handelt sich um den ältesten erhaltenen Sakralbau der Algarve.

## Geschichte
Die Kapelle wurde im 13. Jahrhundert von Mitgliedern des Christusordens errichtet.  Heinrich der Seefahrer soll sehr oft aus Sagres kommend oder dahin reisend hier gerastet und gebetet haben.    Das Erdbeben von Lissabon 1755 überstand die Kirche ohne größere Schäden.
In den 1990er-Jahren wurde die Kapelle umfangreich renoviert und in dem Nebengebäude ein Museum eingerichtet, das von der Geschichte der Algarve und der Seefahrt der Portugiesen berichtet. Seit 1998 können beide Gebäude gegen geringen Betrag besichtigt werden.

## Architektur
Das Gotteshaus steht einsam in der Landschaft, nur ein Nebengebäude ist in Sichtweite gelegen.
Die kleine Kirche mit ihren Eckquadern und Strebepfeilern ist als frühgotischer Bau einzustufen, da bereits Kreuzrippen die Gewölbe stützen. Die Architektur weist einige Besonderheiten auf, so bestimmt Asymmetrie nicht nur die Westfassade, sondern charakterisiert die Gesamtarchitektur. Es wird vermutet, dass dies mit Absicht geschah, um nicht mit der Perfektion Gottes in Konkurrenz zu treten.
Die Kapelle wurde in ihrer Geschichte mehrfach geplündert, mittlerweile ist das gesamte nicht fest installierte Inventar, auch die namenstiftende Madonnenskulptur, verschwunden. Zuletzt wurden die Eingangstreppen aus Sandstein entwendet.
Die Kapelle ist denkmalgeschützt.